# Stephens City
Stephens City é uma cidade  localizada no estado norte-americano de Virginia, no Condado de Frederick.

## Demografia
Segundo o censo norte-americano de 2000, a sua população era de 1146 habitantes.
Em 2006, foi estimada uma população de 1446, um aumento de 300 (26.2%).

## Geografia
De acordo com o United States Census Bureau tem uma área de
3,7 km², dos quais 3,7 km² cobertos por terra e 0,0 km² cobertos por água. Stephens City localiza-se a aproximadamente 217 m acima do nível do mar.

## Localidades na vizinhança
O diagrama seguinte representa as localidades num raio de 20 km ao redor de Stephens City.